# Jens Gerlach (Lyriker)

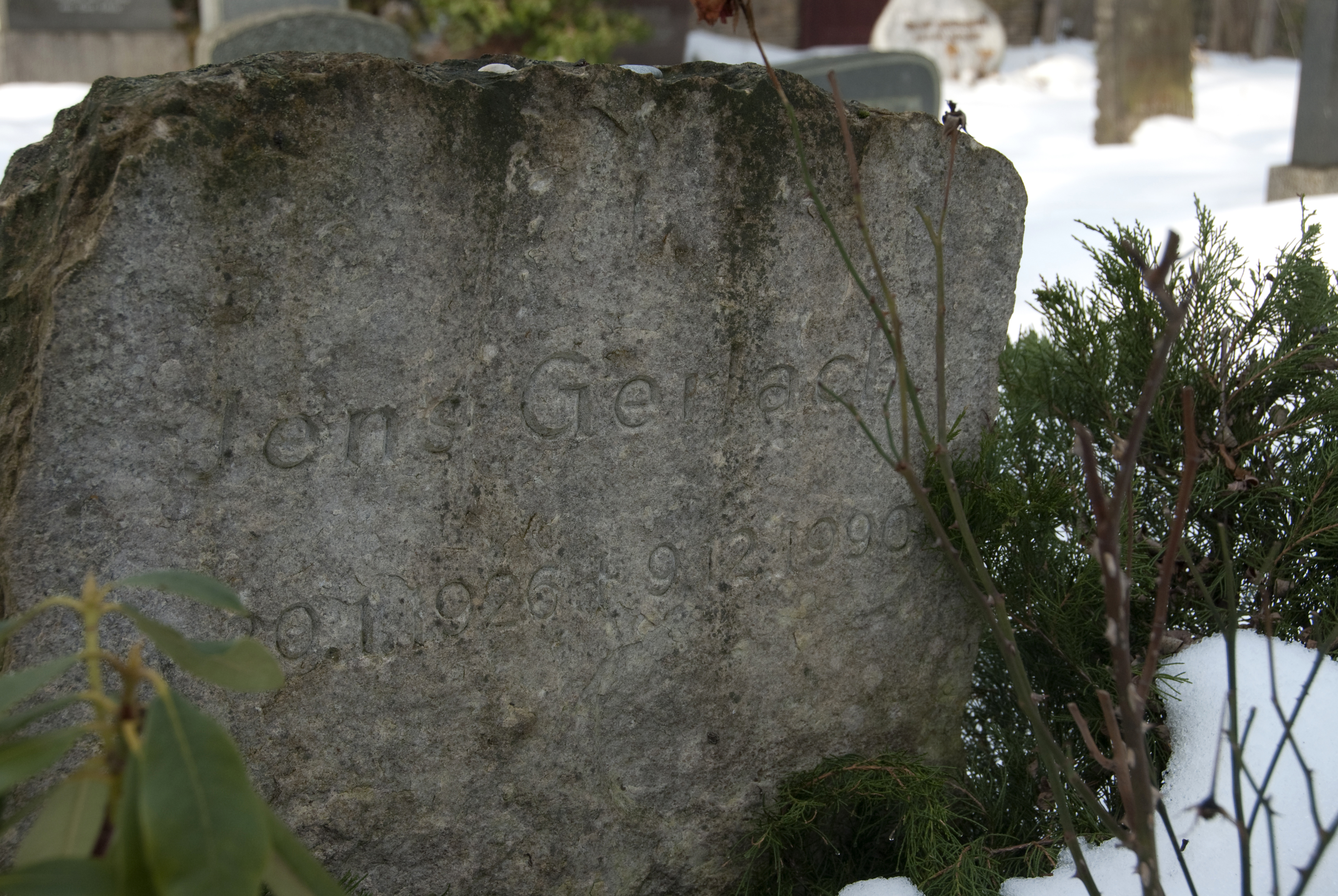
Grabstein von Jens Gerlach

Jens Gerlach (* 30. Januar 1926 in Hamburg; † 9. Dezember 1990 in Berlin) war ein deutscher Lyriker, Theater-, Film- und Fernsehspielautor, auch Publizist, Herausgeber und Nachdichter.

## Leben
Jens Gerlach war der Sohn des Angestellten Gregers Gerlach und der Verkäuferin Emmy Jörgensen. Er besuchte die Volkshochschule und die Oberschule in Altona und legte 1942 an Dr. Müllers Humanistischem Pädagogium in Marburg an der Lahn sein Abitur ab. Zum 31. März 1943 meldete er sich zur Waffen-SS. Wegen Wehrkraftzersetzung wurde er in ein Straflager eingeliefert und später zu einer „Bewährungstruppe“ abkommandiert. 1945 kam er in amerikanische Kriegsgefangenschaft, aus der er im Sommer 1946 entlassen wurde. Er arbeitete als Kaiarbeiter und war 1946 bis 1948 kaufmännischer Lehrling. 1949 bis 1951 studierte Gerlach beim Hamburger Baukreis und an der Kunstschule Stock-Schmilinsky sowie an der Landeskunstschule Hamburg Malerei, Literatur- und Kunstgeschichte sowie an der Werbefachschule Hamburg. Ab 1952 wirkte er als freischaffender Schriftsteller. 1953 siedelte er in die DDR über.
Von 1957 bis 1959 arbeitete Gerlach als Dramaturg beim staatlichen Volkskunstensemble der DDR in Berlin. Von 1967 bis 1973 war er als Textlektor in der Leitung der zentralen Arbeitsgruppe Tanzmusik des Staatlichen Rundfunkkomitees tätig. Neben dem Schlager galt sein besonderes Interesse der sich entwickelnden Beatmusik. 1971 gehörte Gerlach zu den Gründern der Gruppe Wir. 
Gerlachs literarisches Frühwerk reicht zurück in die Mitte der 1940er Jahre. Zur gleichen Zeit wurde sein Interesse an populärer Musik, insbesondere dem Jazz geweckt. Literarischen Einfluss auf Gerlach übten anfangs vor allem Georg Heym und Wolfgang Borchert, später Andreas Gryphius, Heinrich Heine, Arthur Rimbaud und Bertolt Brecht aus.
Neben Gedichten schrieb Gerlach später Texte für unterschiedliche musikalische Genres: Schlager, Beat, Lied, Chanson und Chorwerke. Bekannt wurde er insbesondere durch die Jüdische Chronik (Uraufführung im Januar 1966 in Köln und im Februar 1966 in Leipzig; Kompositionen von Boris Blacher, Rudolf Wagner-Régeny, Karl Amadeus Hartmann, Hans Werner Henze, Paul Dessau). Auch mit den Komponisten Andre Asriel und Ernst Hermann Meyer, die zu Gerlachs engeren Freunden gehörten, Wolfgang Lesser, Kurt Schwaen, Siegfried Matthus, Christfried Schmidt, Klaus-Dieter Adomatis und Wolfgang Ziegler arbeitete Gerlach zusammen. 
Als Nachdichter machte er sich mit dem Band Antiwelten (1967) vor allem um das Werk des russischen Lyrikers Andrej Wosnessenski verdient. Darüber hinaus dichtete er Werke unter anderem von Bella Achmadulina, Nikolai Assajew und Wladimir Solouchin nach.  
Als Filmautor trat Gerlach mit Tatort Berlin (1958), Der Lotterieschwede (1958), mit dem dokumentarischen Streifen Martin Andersen Nexö (1960) (alle gemeinsam mit Joachim Kunert) sowie mit populärwissenschaftlichen Filmen hervor. 
Für das Theater schrieb er unter anderem die Komödie Der Knall (Uraufführung 1963 in Karl-Marx-Stadt). 
Als Herausgeber machte er mit der Anthologie 56. Gedichte aus Ost und West (1956) auf sich aufmerksam.
Publizistisch ergriff er öffentlich Partei für kulturpolitisch angefeindete Autoren wie Günter Kunert (Berliner Zeitung, 26. November 1961) oder Peter Hacks (Neues Deutschland, 3. November 1962).
Nachdem er an den Folgen langer, schwerer Krankheit gestorben war, wurde Jens Gerlach am 19. Dezember 1990 auf eigenen Wunsch auf dem Friedhof in Petzow (Land Brandenburg) beigesetzt.

## Ehrungen
- 1964 Erich-Weinert-Medaille der FDJ.
- 1967 Heinrich-Heine-Preis.

## Werke (Auswahl)
- Der Gang zum Ehrenmal. Gedichte. Berlin 1953.
- Ich will deine Stimme sein. Gedichte. Berlin 1953.
- Das Licht und die Finsternis. Liebesgedichte. Berlin 1963, 1966.
- Der Knall, Komödie, 1963, Uraufführung Karl-Marx-Stadt.
- Unternehmen Ölzweig. 1964, musikalische Komödie nach Ewan Mc Coll, Uraufführung Karl-Marx-Stadt
- okzidentale snapshots. Berlin 1965.
- Jazz. Gedichte, Berlin/Weimar 1966, 1986.
- Grünes Laub, bunte Blätter, Sonnenschein und Regenwetter, Berlin 1966.
- Jazz-Gedichte, mit Gisela May und Friedhelm Schönfeld, Amiga, 1968.
- Dorotheenstädtische Monologe. Gedichte. Berlin 1972.
- Bänkel – Geplänkel und Robinsongs. Berlin 1972.
- Der See. Gedichte. Berlin 1974.
- Spiegelbild. Gedichte. Berlin 1983.
- Jens Gerlach. Poesiealbum 214. Berlin 1985.

## Filmografie
- 1955: Lebendes Eisen
- 1958: Tatort Berlin
- 1958: Der Lotterieschwede
- 1959: Martin Anderson-Nexö
- 1960: Der Schatten von gestern
- 1962: Im Pergamon-Museum
- 1964: Drei Tage im Mai